# NGC 562
NGC 562 est une lointaine galaxie spirale située dans la constellation d'Andromède. NGC 562 a été découverte par l'astronome américain Lewis Swift en 1885.

## Caractéristiques
Sa vitesse par rapport au fond diffus cosmologique est de 10 017 ± 19 km/s, ce qui correspond à une distance de Hubble de 148 ± 10 Mpc (∼483 millions d'al).
À ce jour, une mesure non basée sur le décalage vers le rouge (redshift) donne une distance d'environ 29,000 Mpc (∼94,6 millions d'al). Cette valeur est très loin à l'extérieur des valeurs de la distance de Hubble.
La classe de luminosité de NGC 562 est III et elle présente une large raie HI.